# Joffrey Lupul
Joffrey Douglas Sheldon Lupul (* 23. září 1983, Fort Saskatchewan, Alberta) je bývalý kanadský hokejový útočník, který odehrál přes 700 utkání v severoamerické lize NHL, většinu za Toronto Maple Leafs, Anaheim Ducks, Philadelphia Flyers a Edmonton Oilers.

## Úspěchy

### Individuální úspěchy
- Nejproduktivnější hráč AMHL – 1999/00
- CHL 1. All-Star Team – 2001/02

### Kolektivní úspěchy
- Stříbrná medaile z MSJ – 2003

### Klubové statistiky
| Sezona     | Klub                       | Soutěž     | Základní část | Základní část | Základní část | Základní část | Základní část | Play off | Play off | Play off | Play off | Play off |
| Sezona     | Klub                       | Soutěž     | Z             | G             | A             | B             | TM            | Z        | G        | A        | B        | TM       |
| ---------- | -------------------------- | ---------- | ------------- | ------------- | ------------- | ------------- | ------------- | -------- | -------- | -------- | -------- | -------- |
| 1998/99    | Fort Saskatchewan          | ABHL       | 36            | 40            | 50            | 90            | 40            | –        | –        | –        | –        | –        |
| 1999/00    | Fort Saskatchewan          | AMHL       | 34            | 43            | 30            | 73            | 47            | 16       | 17       | 19       | 36       | 26       |
| 2000/01    | Medicine Hat Tigers        | WHL        | 69            | 30            | 26            | 56            | 39            | –        | –        | –        | –        | –        |
| 2001/02    | Medicine Hat Tigers        | WHL        | 72            | 56            | 50            | 106           | 95            | –        | –        | –        | –        | –        |
| 2002/03    | Medicine Hat Tigers        | WHL        | 50            | 41            | 37            | 78            | 82            | 11       | 4        | 11       | 15       | 20       |
| 2003/04    | Anaheim Ducks              | NHL        | 75            | 13            | 21            | 34            | 28            | –        | –        | –        | –        | –        |
| 2003/04    | Cincinnati Mighty Ducks    | AHL        | 3             | 3             | 2             | 5             | 2             | –        | –        | –        | –        | –        |
| 2004/05    | Cincinnati Mighty Ducks    | AHL        | 65            | 30            | 26            | 56            | 58            | 12       | 3        | 9        | 12       | 27       |
| 2005/06    | Mighty Ducks of Anaheim    | NHL        | 81            | 28            | 25            | 53            | 48            | 16       | 9        | 2        | 11       | 31       |
| 2006/07    | Edmonton Oilers            | NHL        | 81            | 16            | 12            | 28            | 45            | –        | –        | –        | –        | –        |
| 2007/08    | Philadelphia Flyers        | NHL        | 56            | 20            | 26            | 46            | 35            | 17       | 4        | 6        | 10       | 2        |
| 2008/09    | Philadelphia Flyers        | NHL        | 79            | 25            | 25            | 50            | 58            | 6        | 1        | 1        | 2        | 2        |
| 2009/10    | Mighty Ducks of Anaheim    | NHL        | 23            | 10            | 4             | 14            | 18            | –        | –        | –        | –        | –        |
| 2010/11    | Mighty Ducks of Anaheim    | NHL        | 26            | 5             | 8             | 13            | 14            | –        | –        | –        | –        | –        |
| 2010/11    | Toronto Maple Leafs        | NHL        | 28            | 9             | 9             | 18            | 19            | –        | –        | –        | –        | –        |
| 2011/12    | Toronto Maple Leafs        | NHL        | 66            | 25            | 42            | 67            | 48            | —        | —        | —        | —        | —        |
| 2012/13    | Avtomobilist Jekatěrinburg | KHL        | 9             | 1             | 3             | 4             | 4             | —        | —        | —        | —        | —        |
| 2012/13    | Toronto Maple Leafs        | NHL        | 16            | 11            | 7             | 18            | 12            | 7        | 3        | 1        | 4        | 4        |
| 2013/14    | Toronto Maple Leafs        | NHL        | 69            | 22            | 22            | 44            | 44            | —        | —        | —        | —        | —        |
| 2014/15    | Toronto Maple Leafs        | NHL        | 55            | 10            | 11            | 21            | 26            | —        | —        | —        | —        | —        |
| 2015/16    | Toronto Maple Leafs        | NHL        | 46            | 11            | 3             | 14            | 12            | —        | —        | —        | —        | —        |
| NHL celkem | NHL celkem                 | NHL celkem | 701           | 205           | 215           | 420           | 407           | 46       | 17       | 10       | 27       | 39       |
| KHL celkem | KHL celkem                 | KHL celkem | 9             | 1             | 3             | 4             | 4             | —        | —        | —        | —        | —        |

### Reprezentační statistiky
| 2003                   | Kanada 20'             | MSJ                    | 6 | 2 | 1 | 3 | 27 |
| Juniorská reprezentace | Juniorská reprezentace | Juniorská reprezentace | 6 | 2 | 1 | 3 | 27 |